# جنی موو
جنی موو (انگلیسی: Jenny Mowe؛ زادهٔ ۲۵ فوریهٔ ۱۹۷۸) بازیکن بسکتبال اهل ایالات متحده آمریکا است.
وی در مسابقات کشوری و بین‌المللی در مجموع برندهٔ ۱ مدال نقره شده‌است.